# Condado de La Salle (Illinois)
O Condado de La Salle é um dos 102 condados do Estado americano de Illinois. A sede do condado é Ottawa, e sua maior cidade é Ottawa. O condado possui uma área de 2.973 km² (dos quais 34 km² estão cobertos por água), uma população de 111.509 habitantes, e uma densidade populacional de 38 hab/km² (segundo o censo nacional de 2000). O condado foi fundado em 15 de janeiro de 1831.